# Giao hưởng số 1 (Beethoven)
Giao hưởng số 1, cung Đô trưởng, Op. 21 là bản giao hưởng của nhà soạn nhạc người Đức Ludwig van Beethoven. Tác phẩm được đề tặng cho Gottfried van Swieten, người đỡ đầu quan trọng trong buổi đầu sự nghiệp sáng tác của Beethoven. Tác phẩm được công bố bởi Hoffmeister & Kühnel của Leipzig. Người ta không biết Beethoven hoàn thành tác phẩm này vào thời gian nào, nhưng các bản thảo của chương cuối được hoàn tất vào năm 1795. Vẫn theo truyền thống nhạc cổ điển châu Âu, tác phẩm có 4 chương. Nhưng nó sẽ làm nhiều người bất ngờ. Nếu chương 1 vẫn theo truyền thống, mở đầu là khúc adagio chậm rãi rồi bùng nổ trong những nhịp điệu của allegro, chương là một chương 2 chậm với các khúc nhạc của andante, thì chương 3 có đôi chút khác biệt khi minuet kết hợp với khúc allegro và chương 4 trở lại cấu trúc chương 1: bắt đầu vẫn là một phần adagio chậm rãi rồi lại bùng nổ trong những nốt nhạc của allegro. Beethoven đã có lúc thay minuet trong chương 3 bằng scherzo, nhưng rồi mọi thứ trở lại như cũ. Tuy nhiên, nó cũng báo hiệu những cách tân sau này của nhà soạn nhạc thiên tài.